# Memphis, Tennessee (singolo)
Memphis, Tennessee, conosciuta anche semplicemente come Memphis, è una canzone di Chuck Berry pubblicata come singolo dalla Chess Records nel 1959. Era il Lato B del singolo contenente Back in the U.S.A.
Successivamente Berry compose un seguito per la canzone, il brano Little Marie, apparso su singolo nel 1964 e incluso nell'album St. Louis to Liverpool.

## Il brano
Il testo della canzone si sviluppa attraverso una conversazione telefonica nella quale il protagonista del brano chiama il centralino per cercare di mettersi in contatto con una ragazza di nome "Marie" che gli aveva telefonato mentre lui non c'era. Nella terza strofa viene rivelato che chi sta effettuando la telefonata sta soffrendo per la ragazza, e dice che sono stati separati perché "sua madre non era d'accordo". A questo punto l'ascoltatore è portato a credere che la ragazza sia l'amante del protagonista, e che la madre di lei non voglia che stiano insieme per qualche ragione. Inaspettatamente, però, alla fine ci viene rivelato che la ragazzina ha solo 6 anni, e che chi parla e racconta la storia è il padre della bambina (o forse il fratello maggiore).

## Tracce singolo
Chess 1729
1. Back in the U.S.A. - 2:26
2. Memphis, Tennessee - 2:12

## Cover
La canzone, una delle più celebri dell'autore, è stata reinterpretata da numerosi artisti, inclusi George Thorogood, Grateful Dead, Silicon Teens, Lonnie Mack, Johnny Rivers, Beatles, Hollies, Animals, Paul Anka, Count Basie, Sammy Kershaw, Dave Clark Five, Bo Diddley, Jan and Dean, Tom Jones, Jerry Lee Lewis, Mrs. Miller, Roy Orbison, Elvis Presley, The Ventures, Rolling Stones, Statler Brothers, Del Shannon, Izzy Stradlin, Gene Summers, Hasil Adkins, Conway Twitty, John Cale, Riblja Čorba, Buck Owens, Hank Williams Jr., Dave Berry, Lester Flatt & Earl Scruggs, e Faces.

## Citazioni
Nel film del 1974 diretto da Wim Wenders, Alice nelle città, c'è una breve sequenza dove il protagonista assiste ad un concerto di Chuck Berry mentre egli esegue Memphis.